# Euphausiidae
Euphausiidae é uma família de krill composta por 85 espécies em dez géneros diferentes.